# Kyle Fletcher
Kyle Fletcher (Sydney, 24 de dezembro de 1998) é um lutador profissional australiano. Ele trabalha atualmente para a All Elite Wrestling (AEW) onde é o atual campeão TNT da AEW em seu primeiro reinado. Ele é membro do grupo Don Callis Family e é metade da dupla Protoshita com Konosuke Takeshita. Fletcher também se apresenta na empresa irmã da AEW, Ring of Honor (ROH), onde foi campeão mundial de duplas da ROH por uma vez e campeão mundial televisivo da ROH. Fletcher trabalhou anteriormente para a New Japan Pro-Wrestling (NJPW), onde foi campeão de duplas IWGP e inaugural e recordista por duas vezes como campeão Strong Openweight de duplas. Ele também fez aparições na promoção britânica Revolution Pro Wrestling (RevPro), onde foi duas vezes campeão indiscutível de duplas britânicas.
Fletcher e o também lutador australiano Mark Davis formam a dupla Aussie Open, que faz parte do grupo United Empire. Ele também fez aparições em diversas promoções na Inglaterra, País de Gales, Irlanda e Alemanha, além de se apresentar no circuito independente australiano para empresas como a Melbourne City Wrestling.

## Início de vida
Fletcher nasceu e foi criado nas Praias do Norte em Sydney, Austrália. Fã de luta profissional desde jovem, ele foi treinado por Madison Eagles, Ryan Eagles e Robbie Eagles na PWA Academy, uma escola situada na Austrália.

## Carreira na luta livre profissional

### Início de carreira (2014-2017)
Fletcher fez sua estreia em julho de 2014, lutando pelo estado de Nova Gales do Sul e competindo por empresas como Melbourne City Wrestling, onde lutava sob o nome de InstaGraham. Em 2017, ele mudou seu nome no ringue para Kyle Fletcher.

### Circuito independente (2017-2023)

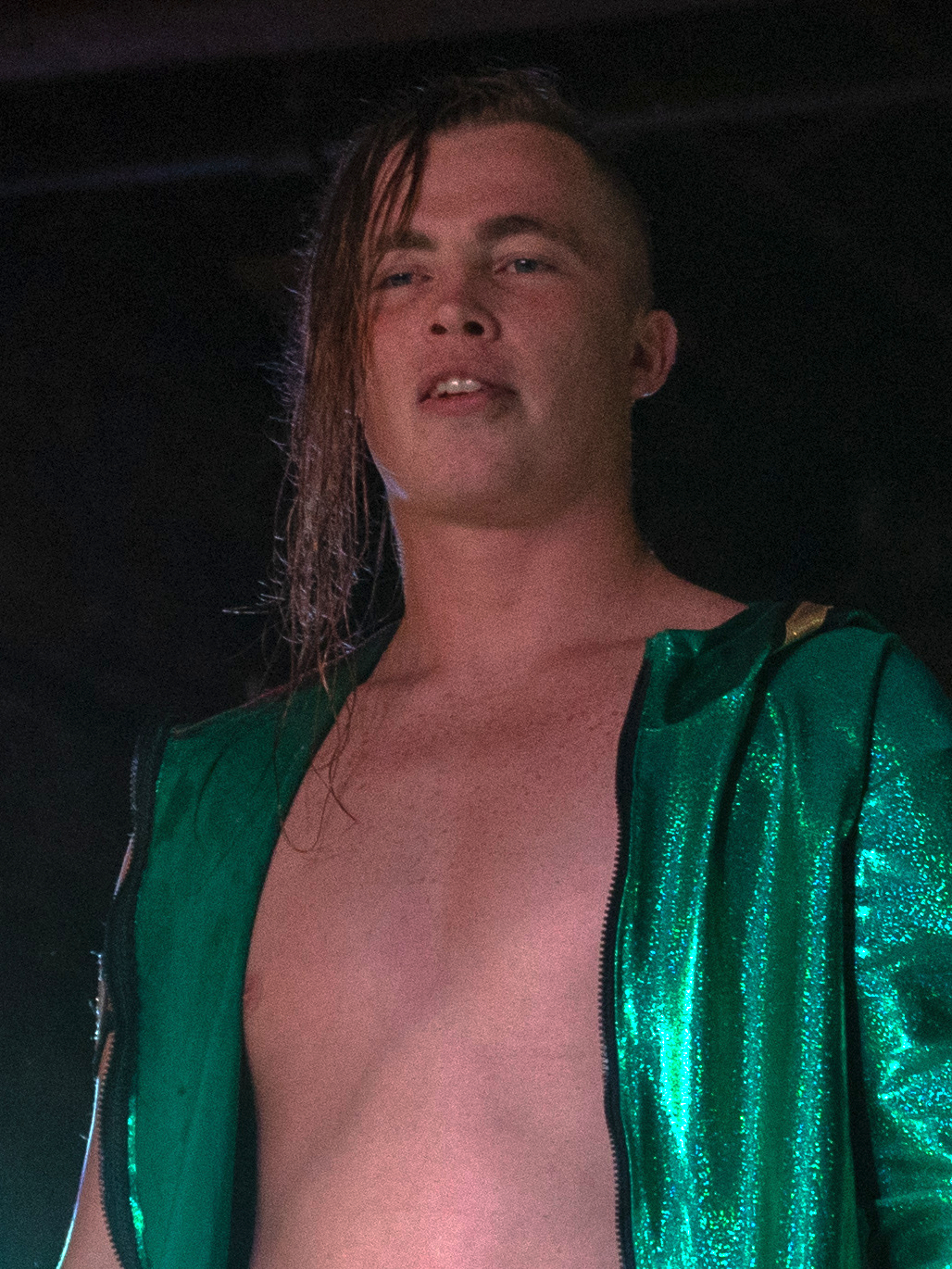
Kyle Fletcher em um evento independente em abril de 2019.

Em maio de 2017, Fletcher viajou para o Reino Unido para trabalhar no circuito independente, frequentemente lutando pela WhatCulture Pro-Wrestling (WCPW) e Attack! Pro Wrestling. Durante julho do mesmo ano, Fletcher se uniu ao lutador australiano Mark Davis como The Aussie Assault. A dupla passou a se apresentar frequentemente sob esse nome e eventualmente o mudou para Aussie Open, competindo junta pelo Reino Unido. Fletcher também fez uma aparição na promoção Chikara. Aussie Open competiu ainda pela Europa, em promoções como a Westside Xtreme Wrestling (wXw). Em agosto, Aussie Open fez sua estreia na Revolution Pro Wrestling e continuou a trabalhar com a empresa a longo prazo. Isso significava que eles também passariam a trabalhar com talentos da New Japan Pro-Wrestling devido ao acordo de colaboração entre a RevPro e a NJPW. Aussie Open enfrentou frequentemente equipes como Roppongi 3K, que estavam em uma excursão de aprendizado pela New Japan. Durante sua turnê no Reino Unido em maio de 2018, Aussie Open fez sua estreia na Ring of Honor, perdendo para os "boys" de Dalton Castle. Em março de 2019, Aussie Open conquistou o Campeonato Mundial de Duplas da wXw, antes de perdê-los para Ilja Dragunov e WALTER, encerrando seu reinado de 147 dias. Eles reconquistaram os títulos 41 dias depois, mas tiveram que abandoná-los após 14 dias devido a uma lesão na perna de Davis. Em maio de 2019, Aussie Open obteve uma grande vitória ao derrotar o Suzuki-gun da NJPW (Minoru Suzuki e Zack Sabre Jr.) para conquistar o Campeonato Britânico de Duplas pela primeira vez. Eles perderam os títulos para Sha Samuels e Josh Bodom, encerrando seu reinado de 50 dias.

### New Japan Pro-Wrestling (2019-2023)
Aussie Open fez sua estreia no NJPW no NJPW Royal Quest em 31 de agosto, perdendo em uma luta pelo Campeonato de Duplas IWGP para os Guerrillas of Destiny (Tama Tonga e Tanga Loa). Aussie Open lutou esporadicamente em 2020, devido à pandemia de COVID-19. Em fevereiro de 2021, Aussie Open retornou à Austrália, pela primeira vez como equipe, lutando em vários shows independentes. Aussie Open voltou ao RevPro em 21 de agosto de 2021 e reconquistou o Campeonato Britânico de Duplas no mês seguinte. Em 19 de setembro, no evento High Stakes do RevPro, Aussie Open se juntou ao campeão britânico peso pesado indiscutível Will Ospreay para atacar The Young Guns e Shota Umino, entrando para o grupo United Empire e se tornando vilões. Os três começaram a lutar como trio no Reino Unido. Eles perderam os campeonatos para Roy Knight e Ricky Knight Jr, encerrando seu reinado em 63 dias. Em 10 de abril de 2022, Aussie Open fez sua estreia no NJPW Strong, fazendo parceria com o companheiro de grupo do United Empire, Jeff Cobb, para derrotar o TMDK. Em 16 de abril, no Windy City Riot, Aussie Open e Cobb se uniram aos companheiros de grupo Great-O-Khan, T. J. Perkins e Aaron Henare para derrotar os representantes do Bullet Club, The Good Brothers (Doc Gallows e Karl Anderson), Chris Bey, El Phantasmo e o membro convidado Scott Norton, em uma luta de sextetos. No Capital Collision, Cobb, Henare e Aussie Open perderam para o TMDK em uma luta de quartetos.
Na edição de 19 de junho do NJPW Strong Ignition, Aussie Open competiu em um torneio para coroar os primeiros campeões do Campeonato Strong Openweight de Duplas. Na primeira rodada, eles derrotaram Evil Uno e Alan Angels, do The Dark Order, e venceram o Stray Dog Army nas semifinais. Na final, no Strong: High Alert, Fletcher e Davis derrotaram Christopher Daniels e Yuya Uemura para se tornarem os primeiros campeões.
No Music City Mayhem, Aussie Open fez equipe com T. J. Perkins para derrotar a equipe de Alex Zayne e os campeões de duplas IWGP, FTR. Após a luta, Aussie Open desafiou o FTR para uma luta pelo Campeonato de Duplas IWGP. Eles receberam a luta no Royal Quest II, onde perderam para o FTR. No Rumble on 44th Street, Aussie Open perdeu o Campeonato Strong Openweight de Duplas para o The Motor City Machine Guns em uma luta three-way de duplas, que também envolvia The DKC e Kevin Knight, encerrando seu reinado inaugural em 76 dias.
Davis e Fletcher competiram individualmente na New Japan Cup de 2023, em março. Fletcher derrotou o campeão de duplas IWGP, Yoshi-Hashi, mas foi derrotado pela outra metade dos campeões de duplas, Hirooki Goto. Davis derrotou Toru Yano na primeira rodada antes de perder para o companheiro de grupo do United Empire, Will Ospreay, na rodada seguinte. No entanto, Ospreay se lesionou durante a luta, resultando na classificação de Davis para a terceira rodada, onde ele derrotou Evil. Na semifinal, Davis perdeu para Sanada, sendo eliminado do torneio. Devido ao sucesso de Davis no torneio e à vitória de Fletcher sobre o campeão de duplas Yoshi-Hashi, Aussie Open conquistou uma chance pelos Campeonato de Duplas IWGP, contra Bishamon no Sakura Genesis. Em 8 de abril, no evento, Aussie Open derrotou Bishamon para conquistar seu primeiro Campeonato de Duplas IWGP. Em 15 de abril, no Capital Collision, Fletcher e Davis derrotaram The Motor City Machine Guns e a equipe de Kazuchika Okada e Hiroshi Tanahashi em uma luta three-way de duplas, para conquistarem o Campeonato Strong Openweight de Duplas pela segunda vez, se tornando campeões duplos na NJPW. Eles defenderam os títulos de duplas Strong na noite seguinte contra Lio Rush e Tomohiro Ishii. Em 29 de abril, no NJPW Wrestling Satsuma no Kuni, Aussie Open manteve o Campeonato de Duplas IWGP, derrotando TMDK (Mikey Nicholls e Shane Haste) Em 21 de maio, no Resurgence, Fletcher anunciou que a equipe deixaria vago ambos os títulos devido à lesão de Mark Davis.

### All Elite Wrestling / Ring of Honor (2022–presente)

#### Aussie Open (2022–2023)

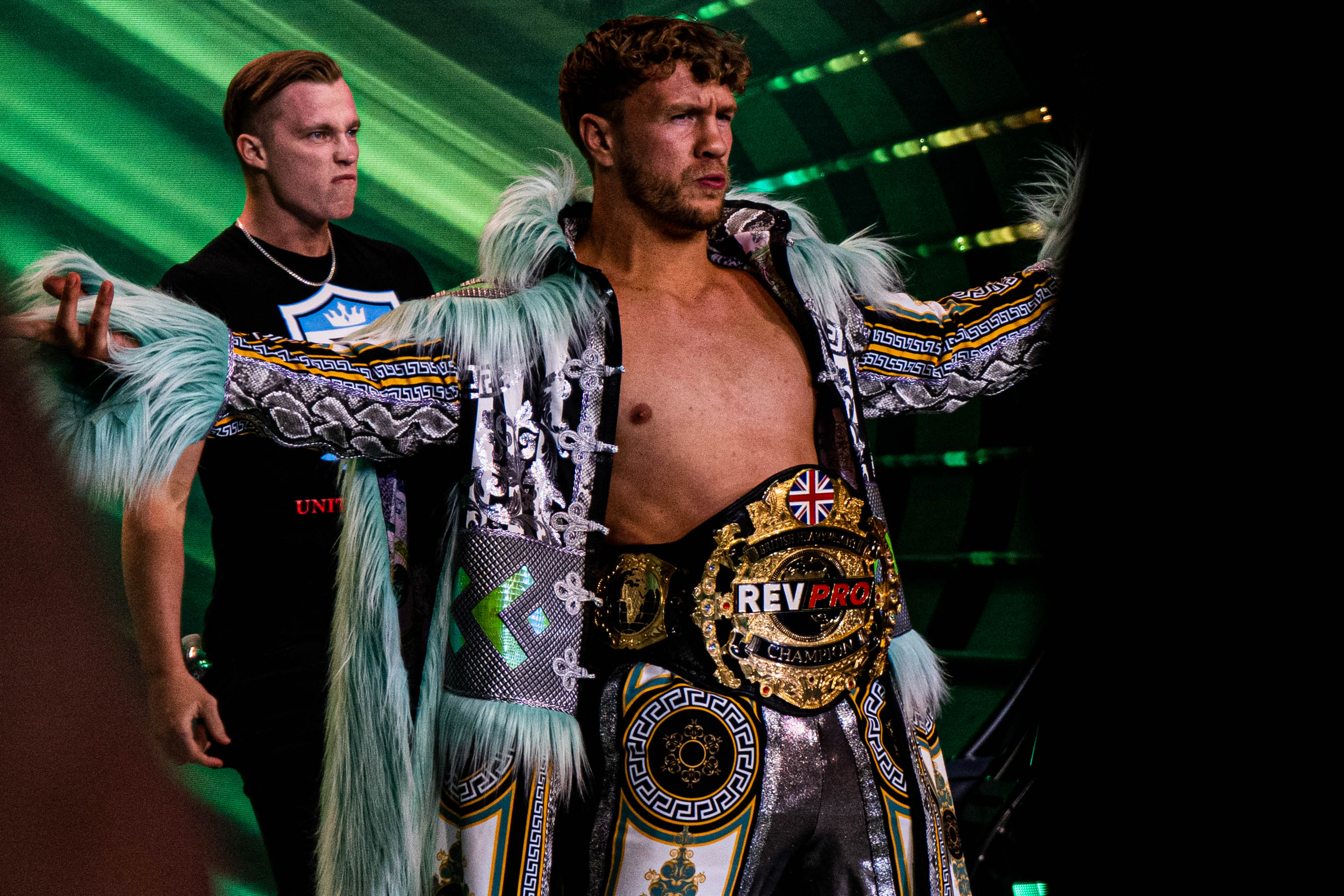
Fletcher (à esquerda), que acompanhou Will Ospreay no AEWxNJPW: Forbidden Door em 26 de junho de 2022.

No episódio de 8 de junho do Dynamite, Aussie Open e Aaron Henare fizeram suas estreias na All Elite Wrestling, ajudando Will Ospreay a atacar o FTR e Trent Beretta, que haviam sido atacados por Jeff Cobb e Great-O-Khan duas semanas antes. Eles fizeram suas estreias no ringue na edição de 10 de junho do Rampage, onde, junto com Ospreay, perderam para o FTR e Beretta em uma luta de trios. Aussie Open retornou na edição especial de 15 de junho do Dynamite, Road Rager, atacando FTR e Roppongi Vice (Beretta e Rocky Romero) depois que Ospreay derrotou Dax Harwood, do FTR. No entanto, eles foram interrompidos por Orange Cassidy, que foi anunciado como o adversário de Ospreay no AEW x NJPW: Forbidden Door pelo Campeonatos dos Estados Unidos IWGP de Ospreay, enquanto O-Khan e Cobb enfrentariam FTR e Roppongi Vice em uma luta three-way de duplas, pelo Campeonato de Duplas Peso Pesado IWGP de Cobb e O-Khan, e pelo Campeonato Mundial de Duplas do FTR. No evento, Aussie Open acompanhou Ospreay até o ringue para sua luta contra Cassidy, frequentemente ajudando Ospreay durante o combate. Ospreay acabou retendo o título, e junto com Aussie Open, atacou Cassidy e Roppongi Vice após a luta. No entanto, Ospreay e Aussie Open foram interrompidos por Katsuyori Shibata, que atacou os três, salvando Cassidy e Roppongi Vice.
Em 27 de julho, o Campeonato Mundial de Trios da AEW foi revelado, e Aussie Open e Ospreay foram nomeados como participantes do torneio inaugural. Em 24 de agosto, Aussie Open e Ospreay derrotaram o Death Triangle para avançar para as semifinais, onde foram derrotados pelo The Elite (The Young Bucks e Kenny Omega) em 31 de agosto. Após a luta, o United Empire atacou o The Elite.
Fletcher e Davis retornaram à AEW na edição de 22 de fevereiro do Dynamite, competindo no Revolution Tag Team Battle Royal, mas não conseguiram vencer. Na mesma edição do Rampage daquela semana, Davis e Fletcher perderam para The Young Bucks. Na semana seguinte, no Dynamite, Aussie Open competiu no Casino Tag Team Royale, mas novamente não conseguiram a vitória.
Em 9 de março, Fletcher e Davis retornaram à Ring of Honor (ROH), que agora era uma promoção irmã da AEW após a compra da empresa por Tony Khan, derrotando Rhett Titus e Tracy Williams. No Supercard of Honor, a dupla competiu na luta de escadas "Reach for the Sky" pelo vago Campeonato Mundial de Duplas da ROH, mas não conseguiu vencer. Uma semana após conquistarem o Campeonato de Duplas Peso Pesado IWGP, Fletcher e Davis fizeram sua primeira defesa de título contra o Best Friends, derrotando-os e retendo os títulos na edição de 14 de abril do Rampage.
Na edição de 25 de maio do Dynamite, Fletcher apareceu em um segmento nos bastidores, atacando o campeão internacional da AEW, Orange Cassidy, e admirando o título. Uma luta pelo campeonato entre os dois aconteceu na edição de 24 de maio do Dynamite, onde Cassidy derrotou Fletcher. Pouco depois, foi anunciado que tanto Fletcher quanto Davis haviam assinado com a AEW.
Em 21 de julho de 2023, a dupla conquistou o Campeonato Mundial de Duplas da ROH no Death Before Dishonor, em uma luta four-way de duplas. Na semana seguinte, no Ring of Honor, Aussie Open fez sua primeira defesa de título, derrotando os Iron Savages. No Dynamite: 200, Aussie Open manteve seus títulos contra El Hijo del Vikingo e Komander. Na edição seguinte do Rampage, a dupla aceitou o desafio de Better Than You Bay Bay (Adam Cole e MJF) pelos títulos, na Zero-Hour do All In. Na preparação para a luta, Aussie Open fez mais defesas de título contra Ethan Page e Isiah Kassidy, e contra Isiah Kassidy e The Hardys (Matt e Jeff Hardy). Na Zero-Hour do All In, Aussie Open perdeu Campeonato Mundial de Duplas da ROH para Cole e MJF, encerrando seu reinado em 37 dias.
Após a derrota, a dupla mudou seu foco para o Campeonato Mundial de Duplas da AEW, desafiando os campeões FTR na edição de 16 de setembro do Collision, exigindo uma luta pelo título no WrestleDream. Logo depois, a luta foi oficializada para o evento em 1º de outubro, que marcou o primeiro aniversário do último confronto entre as duas equipes, pelo Campeonato Mundial de Duplas IWGP no Royal Quest II. No WrestleDream, FTR derrotou Aussie Open, retendo seus campeonatos. Após o evento, foi revelado que Davis havia sofrido uma lesão no pulso e ficaria fora de ação, deixando Fletcher como um lutador solo.

#### Don Callis Family (2023–presente)

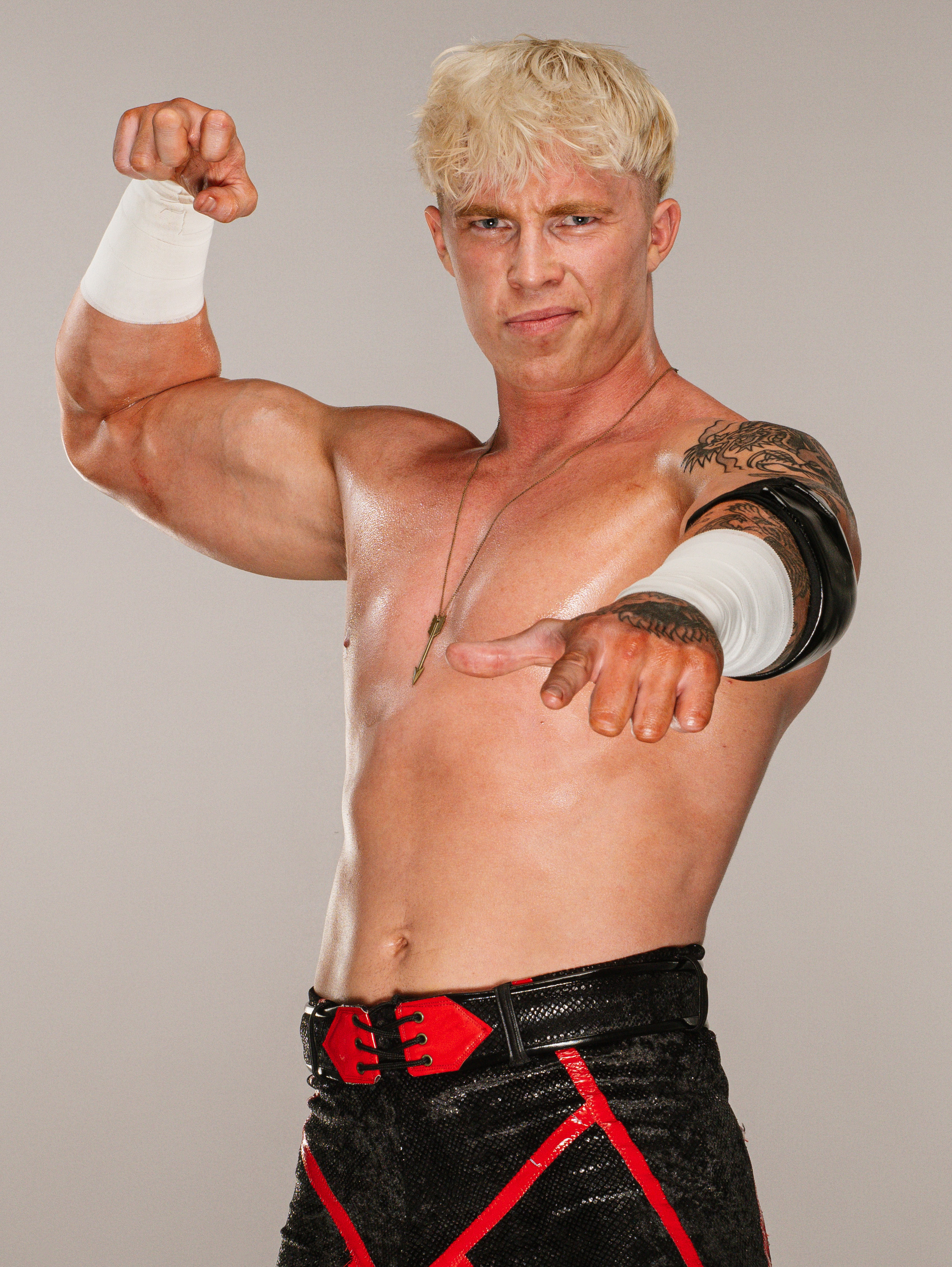
"The Protostar" Kyle Fletcher em 2024.

Na edição de 28 de outubro do Rampage, Fletcher foi derrotado por Konosuke Takeshita. Após a luta, Fletcher foi acolhido na The Don Callis Family. Em 15 de dezembro, no Final Battle, Fletcher derrotou Komander, Lee Moriarty, Dalton Castle, Lee Johnson e Bryan Keith em uma Survival of the Fittest para conquistar o vago Campeonato Mundial Televisivo da ROH, tornando-se seu primeiro campeonato individual. Ele também estreou sua persona "Protostar", que incluía nova música de entrada e roupas de ringue. No Supercard of Honor, Fletcher defendeu com sucesso seu Campeonato Mundial Televisivo contra Lee Johnson. No evento Viernes Espectacular do Consejo Mundial de Lucha Libre (CMLL), Fletcher perdeu seu título para Atlantis Jr., encerrando seu reinado em 196 dias. Na edição de 11 de setembro do Dynamite, Fletcher fez equipe com Will Ospreay para vencer uma luta de duplas Casino Gauntlet, garantindo uma chance pelo Campeonato Mundial de Duplas da AEW dos Young Bucks no Grand Slam em 25 de setembro, mas não conseguiu conquistar os títulos no evento. Em 12 de outubro, no WrestleDream, Fletcher traiu Ospreay e ajudou seu companheiro da Don Callis Family, Konosuke Takeshita, a conquistar o Campeonato Internacional da AEW. Após a traição, Fletcher estreou um novo visual, com a cabeça raspada e roupas de ringue diferentes, contrastando com Ospreay. Em 30 de outubro, no Fright Night Dynamite, Fletcher foi confrontado por seu parceiro de duplas, Mark Davis, que fez o seu retorno, devido às suas ações recentes. Em 6 de novembro, na edição do Dynamite, Fletcher tentou atacar Davis, mas foi perseguido por Ospreay, desmantelando o Aussie Open como resultado. Em 23 de novembro, no Full Gear, Fletcher derrotou Ospreay. No dia seguinte, Fletcher foi anunciado como participante do Continental Classic de 2024, onde foi colocado na liga Azul. Fletcher terminou o torneio no topo de sua liga, com 12 pontos, e avançou para a fase de playoffs em 28 de dezembro, no Worlds End, onde perdeu para Ospreay nas semifinais.

### Consejo Mundial de Lucha Libre (2024–presente)
Em 17 de julho de 2024, foi anunciado que Fletcher seria um dos participantes do Grand Prix de 2024. Em 19 de agosto de 2024, Kyle Fletcher fez equipe com Rocky Romero e Robbie X, mas perderam para Místico, Atlantis Jr. e Templario na Arena Puebla. Em 23 de agosto de 2024, no CMLL Grand Prix Internacional 2024, ele foi eliminado por Atlantis Jr. durante o torneio.

## Vida pessoal
Fletcher citou Jeff Hardy como uma das primeiras inspirações para querer se tornar um lutador profissional. Em junho de 2023, Fletcher confirmou seu relacionamento com a lutadora Skye Blue nas redes sociais.

## Títulos e prêmios
- All Elite Wrestling

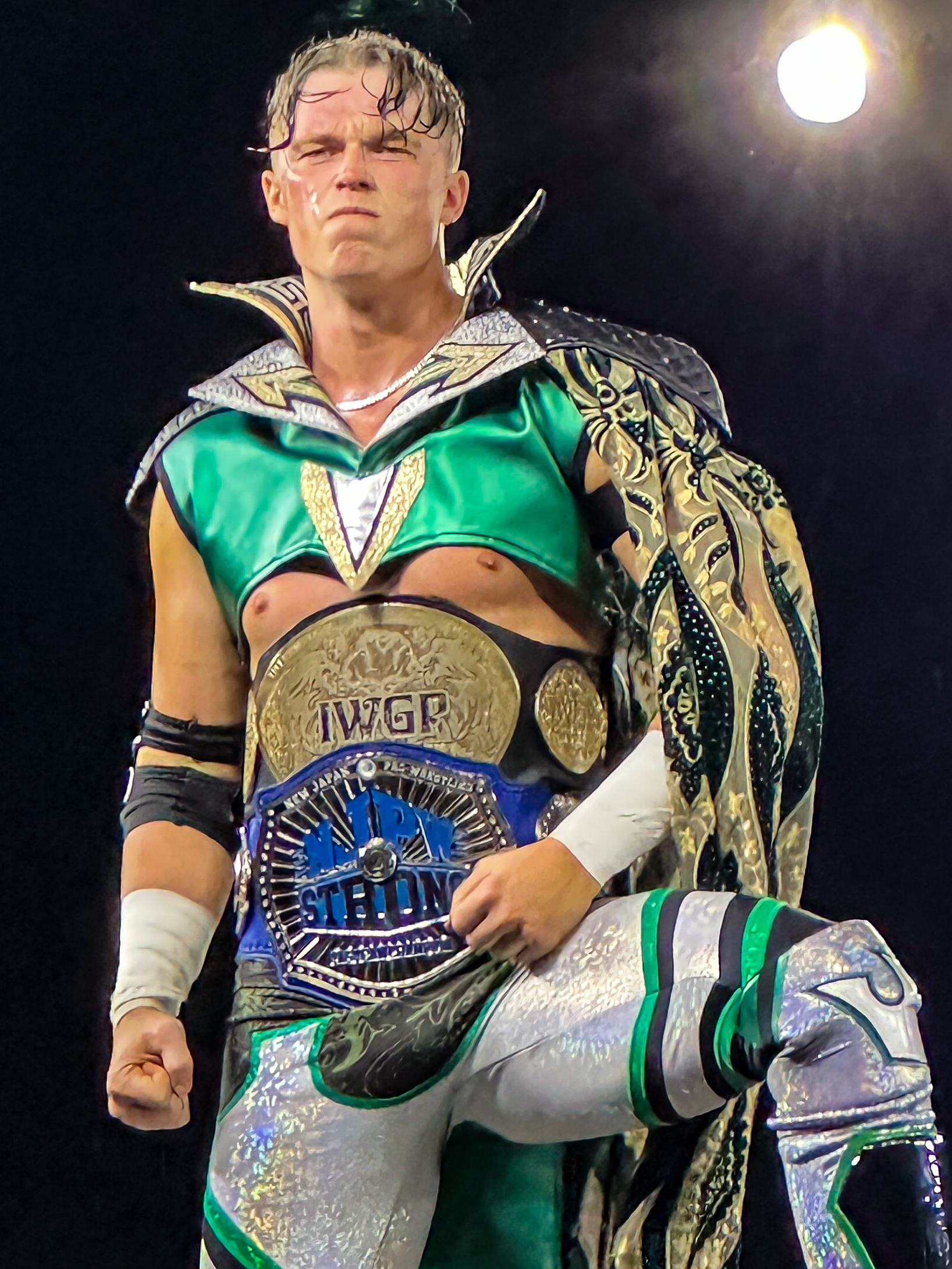
Fletcher é um ex-campeão de duplas IWGP (cinturão acima) e foi duas vezes campeão Strong Openweight de duplas.

  - Campeonato TNT da AEW (1 vez, atual)

- ATTACK! Pro Wrestling
  - ATTACK! 24:7 Championship (4 vezes)[69][70]
  - ATTACK! Tag Team Championship (2 vezes) – com Mark Davis[71][72][73][74][75]
- Defiant Wrestling
  - Defiant Tag Team Championship (2 vezes) – com Mark Davis[76][77][78]
- ESPN
  - ESPN o colocou em #8º dos 30 melhores lutadores profissionais com menos de 30 anos em 2024[79]
- Fight Club: PRO
  - FCP Tag Team Championship (1 vez) – com Chris Brookes[80][81][82]
- HOPE Wrestling
  - HOPE 24/7 Hardcore Championship (4 vezes)[83][84][85]
  - HOPE Tag Team Championship (1 vez) – com Mark Davis[86][87][88]
- New Japan Pro Wrestling
  - Strong Openweight Tag Team Championship (2 vezes, inaugural) – com Mark Davis[89][90]
  - Torneio Inaugural pelo Strong Openweight Tag Team Championship – com Mark Davis[91][92]
  - IWGP Tag Team Championship (1 vez) – com Mark Davis[93][88]
- Over The Top Wrestling
  - OTT Tag Team Championship (1 vez) – com Mark Davis[94][95]
- PROGRESS Wrestling
  - PROGRESS Tag Team Championship (2 vezes) – com Mark Davis[96][97][98][99][100]
- Pro Wrestling Illustrated
  - PWI o colocou na #65ª posição dos 500 melhores lutadores individuais no PWI 500 em 2024[101]
- PWA Black Label
  - PWA Tag Team Championship (2 vezes) – com Blue Oni (1) e Mark Davis (1)[102][103][104]
- Revolution Pro Wrestling
  - Undisputed British Tag Team Championship (2 vezes) – com Mark Davis[105][106][107][108][109]
  - Torneio Road To Royal Quest Tag Team (2019)[110][111]
  - Torneio RevPro Undisputed British Tag Team Title No. 1 Contendership (2018–19)[112][113]
- Ring of Honor
  - Campeonato Mundial de Duplas da ROH (1 vez)[114] – com Mark Davis
  - Campeonato Mundial Televisivo da ROH (1 vez)
  - Survival of the Fittest (2023)
- Westside Xtreme Wrestling
  - wXw World Tag Team Championship (2 vezes) – com Mark Davis[115][116][117][118]